# Birds of Prey (Arrow)
Birds of Prey es el décimo séptimo episodio de la segunda temporada y cuadragésimo episodio a lo largo de la serie estadounidense de drama y ciencia ficción, Arrow. El episodio fue escrito por Mark Bemesderfer y A.C Bradley y dirigido por John Behring. Fue estrenado el 26 de marzo de 2014 en Estados Unidos por la cadena The CW.
Cuando Frank Bertinelli es arrestado, Oliver sabe que solo es cuestión de tiempo para que la Cazadora regrese a la ciudad. La cosas empeoran cuando Laurel es seleccionada para llevar el caso de Bertinelli, poniéndola justo en el camino de Helena. Oliver le dice a Sara que se encargará de su exnovia, pero cuando Helena toma rehenes en la corte, incluyendo a Laurel, Canario no se detendrá ante nada para salvar a su hermana, por lo que se inicia una batalla cuando las vigilantes se encuentran. Mientras tanto, Roy se da cuenta de que necesita mantener a salvo a Thea pero no le gusta la forma en que se ve obligado a hacerlo, rompiendo con ella.

## Argumento
Quentin y un grupo de policías de Ciudad Starling van en busca de unos criminales mientras Arrow y Canario lo vigilan de cerca. Al escuchar disparos, los vigilantes deciden intervenir pero son incapaces de evitar que uno de los criminales le dispare a Quentin. Canario se asegura que su padre esté bien y descubre que llevaba un chaleco antibalas. Enfurecida, la vigilante va tras el delincuente que atacó a su padre mientras Arrow persigue a otro más. Poco antes de que el hombre pueda huir, Arrow lo captura y descubre que se trata de Frank Bertinelli, mientras Canario arroja por la ventana al delincuente que perseguía. La policía llega inmediatamente y el vigilante se preocupa que la aprehensión de Bertinelli atraiga a La cazadora de vuelta a la ciudad.
En la base de operaciones, Felicity revela que ha estado siguiendo los movimientos de Helena durante un año, tiempo que ha ocupado en asesinar a importantes mafiosos con el fin de encontrar a su padre. Mientras tanto, Laurel se encuentra en una reunión de Alcohólicos Anónimos en la que revela sentirse perdida ahora que ha tocado fondo. A continuación, recibe una llamada de Adam Donner. Adam llama Laurel a su oficina y le pide que regrese al trabajo pues quiere que ella lleve el caso de Frank Bertinelli. En el Verdant, Roy le hace un regalo a Thea mientras Felicity descubre que un auto ha sido rentado a nombre de Michael Staton, el prometido muerto de Helena. Oliver decide evitar que La cazadora entre a la ciudad y para eso le pide a Sara y a Roy que lo acompañen.
Los vigilantes descubren que el auto era una trampa de La cazadora Arrow evita que Roy asesine al conductor -quien fue contratado por Helena para conducir el auto y que le disparó a Roy en la mano- llamándolo Speedy. Mientras tanto, La cazadora va en otro auto apuntando con un arma al conductor. De vuelta en la base de operaciones, Oliver le dice a Roy que le preocupa el hecho de que aún no pueda controlar su ira y le sugiera terminar su relación con Thea para mantenerla a salvo, sin embargo, Roy le dice que no cree que pueda hacerlo. Sara descubre que Laurel será la encargada de llevar el caso de Frank Bertinelli y se preocupa por su seguridad.
Sara visita a Laurel en su trabajo y le pide que deje el caso de Bertinelli, ya que teme por su seguridad, sin embargo, Laurel se niega a hacerlo. Sara regresa a la base de operaciones y se preocupa aún más cuando descubre que Oliver siente remordimientos por haber creado a La cazadora y que no la matará por salvar a Laurel. En su lugar, Oliver intercepta a Laurel en los tribunales para convencerla de dejar el caso, sin embargo, Laurel vuelve a negarse. Bertinelli es llevado a los tribunales, una bomba de humo es lanzada en el lugar y Helena hace su aparición para asesinar a su padre, sin embargo, se revela que Frank está colaborando con la policía para que su hija sea capturada. Helena le dice a su padre que ella estaba preparada para algún conflicto y unos hombres armados comienzan a disparar y Oliver lleva a Laurel a una habitación contigua para protegerla, sin embargo, Frank intenta escapar y Oliver va tras él. Afuera, Quentin le revela la operación a Oliver y este le dice que Laurel sigue adentro.
Helena toma rehenes y demanda que su padre sea llevado ante ella o de lo contrario comenzará a ejecutar a las personas que tiene capturadas. Mientras Oliver está junto a él, Quentin llama a Arrow. Cuando el celular de Oliver suena, Quentin lo mira sorprendido, pero éste argumenta que es una llamada de su madre, poco después se aleja y atiende la llamada -que en realidad era Quentin. Canario llega al lugar y se encuentra con Laurel, a quien trata de poner a salvo de los matones de Helena y llegan hasta una habitación, donde Laurel llega a la conclusión de que solo fue parte del espectáculo montado por Donner para atraer a La cazadora. Laurel intenta beber de una botella que se encuentra frente a ella pero Canario le pide que demuestre su fuerza y no lo haga. Poco después, Arrow contacta con Canario y le dice que tiene una vía de escape, sin embargo, Laurel se niega a salir sin que el resto de los rehenes lo haga y le pide a la vigilante que la ayude a mantenerlos a salvo.
Por otra parte, Roy intenta terminar de con Thea pero ésta se niega señalando que el día anterior él le dio un regalo caro y que solo está pasando por una gran cantidad de estrés y ella se quedará a su lado para apoyarlo. De vuelta a los tribunales, Canario y La cazadora se enfrentan mientras Laurel intenta liberar a los rehenes. Helena arroja a Canario por la ventana y Arrow impide que la asesine. A continuación, Helena captura a Laurel y le dice a Arrow que la intercambiará por su padre. Mientras tanto, Laurel intenta hacer razonar a Helena diciendo que ella sabe lo que es perder a alguien y le comenta sobre la muerte de Tommy y su adicción. Helena le responde que es muy tarde porque "una vez que dejas entrar a la oscuridad, ésta nunca sale".
Finalmente, el equipo S.W.A.T. entra en acción bajo las órdenes del capital Stein, quien autoriza disparar a cualquiera que lleve una máscara. El equipo entra pero descubren que de alguna manera La cazadora se las ingenió para escapar llevando a Laurel como rehén. Poco después, Frank es trasladado pero Quentin interviene y lo secuestra para salvar la vida de su hija. Canario y Arrow llevan a Bertinelli hasta La cazadora. Justo antes de que Helena sea capaz de asesinar a su padre, un miembro del equipo táctico de la policía abre fuego, provocando que todo el mundo se disperse. Helena y Sara terminan en otra pelea. Lance salva a Arrow de ser baleado por el capitán Stein. Sara está a punto de asesinar a Helena pero Laurel la convence de no hacerlo. Helena se acerca y descubre que su padre ha sido asesinado pero no por ella, lo cual lamenta. En el Verdant, Thea descubre a Roy besándose con otra chica.
Más tarde, Oliver visita a Helena en custodia y le revela que está tratando de ser diferente. Helena le revela que creyó que una vez que su padre estuviera muerto se sentiría diferente pero no es así. Mientras tanto en las oficinas de la fiscalía, Kate Spencer le dice a Laurel que Donner no tenía autorización para volver a contratarla y por esa razón ha perdido su trabajo. Laurel le dice a Spencer que si no le devuelve su trabajo expondrá el hecho que un Fiscal de Distrito estuvo detrás de una situación de rehenes. Kate le dice a Laure que no esperaba esa jugada de ella pero le devuelve el trabajo, Laurel responde con la misma frase que Helena le dijo en los tribunales. Finalmente, Oliver encuentra a Thea llorando y ésta le dice que descubrió a Roy besándose con otra chica y que sabe que la quiere alejar pero no sabe por qué y que está harta de que todo el mundo le mienta y agradece que él sea el único que no lo haga. Finalmente, Thea deja el Verdant y camina sola por las calles de Los Glades, un auto se detiene a su lado. Slade Wilson abre la puerta y le pide que vaya con él, ya que las calles son peligrosas.
En un flashback a la isla, mientras tortura a Oliver, Slade se enfurece cuando descubre que el barco está averiado. Mientras tanto, Sara y los hombres que escaparon de la nave con ella regresan al avión. Slade los contacta a través de la radio y le dice que el buque no navegará y ofrece intercambiar a Oliver por Hendrik. Sara le dice a Slade que Hendrik se ahogó pero él sabe que está mintiendo y le da una hora antes de electrocutar a Oliver. Hendrick apunta con un arma a Sara y le dice que no va a volver mientras Anatoli Knyazev intenta distraerlo mientras Sara logra noquear a Hendrick con un tubo. De vuelta en el Amazo, Slade le da a Oliver el mismo tatuaje que Shado llevaba sobre su espalda como recordatorio de su crimen. Entonces, Sara llama para decir que llevará a Hendrick de vuelta a la nave.

## Elenco
- Stephen Amell como Oliver Queen.
- Katie Cassidy como Dinah Laurel Lance.
- David Ramsey como John Diggle.
- Willa Holland como Thea Queen.
- Emily Bett Rickards como Felicity Smoak.
- Colton Haynes como Roy Harper.
- Manu Bennett como Slade Wilson.
- Susanna Thompson como Moira Queen (crédito solamente).
- Paul Blackthorne como el oficial Quentin Lance.

## Continuidad
- El episodio marca la primera aparición del capitán Stein y Peter.
- Helena y Frank Bertinelli fueron vistos anteriormente en The Huntress Returns.

- En dicho episodio se puede ver a Frank de espaldas mientras huye de la casa de seguridad cuando la Cazadora llega, sin embargo, Jeffrey Nordling no fue aparece en tal episodio.

- Kate Spencer fue vista anteriormente en State v. Queen.
- Adam Donner fue visto anteriormente en Blind Spot.
- Hendrick Von Arnim fue visto anteriormente en The Promise, vía flashback.
- Thea Queen y Roy Harper fueron vistos anteriormente en The Promise.
- Es el decimoprimer episodio de la temporada en el que uno o más personajes principales están ausentes.

- Es el cuarto episodio de la temporada en el que Moira Queen no aparece.

- Frank Bertinelli es reaprehendido.
- Donner recontrata a Laurel para que lleve el caso de Frank Bertinelli.

- Más tarde se revela que Donner solo usó a Laurel como parte de una trampa para atraer a La cazadora.

- Arrow llama Speedy a Roy por primera vez.
- La cazadora y Canario se conocen en este episodio.
- Roy termina su noviazgo con Thea por consejo de Oliver.
- El episodio muestra cómo obtuvo Oliver su tatuaje de dragón.
- Frank Bertinelli muere en este episodio.
- La cazadora es aprehendida.

## Banda sonora[3]
| N.º | Intérprete | Título     | Álbum    |
| --- | ---------- | ---------- | -------- |
| 1   | Adriiana   | Love Alive | Adriiana |

## Desarrollo

### Producción
La producción de este episodio comenzó el 20 de enero y terminó el 28 de enero de 2014.

### Filmación
El episodio fue filmado del 29 de enero al 7 de febrero de 2014.

### Casting
El 29 de enero de 2014, Marc Guggenheim, productor ejecutivo de la serie confirmó el regreso de Jessica De Gouw en el papel de Helena Bertinelli/La cazadora.

## Recepción

### Recepción de la crítica
Jesse Schedeen de IGN calificó al episodio como bueno y le dio una puntuación de 6.7, comentando: "Birds of Prey fue fácilmente uno de los episodios más débiles de la temporada 2. Pero eso habla más de la calidad en general de Arrow en estos días que cualquier otra cosa. El regreso de la Cazadora fue previsiblemente decepcionante, y el episodio no ofreció el equipo de superheroínas que el título implicaba. Pero todavía hubo algo de material fuerte para el reparto principal, tanto para los vigilantes como para los civiles. Y con Slade haciendo su jugada al final, parece que nos estamos acercando rápidamente al final del juego".

### Recepción del público
En Estados Unidos, Birds of Prey fue visto por 2.62 millones de espectadores, recibiendo 0.9 millones de espectadores entre los 18 y 49 años, de acuerdo con Nielsen Media Research.